# Nick Gates
Nicholas "Nick" Gates (* 1. März 1972 in Sydney) ist ein ehemaliger Sportlicher Leiter und australischer Radrennfahrer.
Nick Gates begann seine Karriere 1996 beim australischen Radsportteam Giant-Australian Institute of Sport, ab 1997 ZVVZ-Giant-Australian Institute of Sport. 
Gates gewann zu Beginn der Saison die australische Straßen-Radmeisterschaft sowie das damals bedeutendste australische Etappenrennen: dem Commonwealth Bank Cycle Classic vor dem Deutschen Jens Voigt.  1998 wechselte er für zwei Jahre zu Continentale-Olympia und fuhr auch die nächsten drei Jahre für die kleineren deutschen Mannschaften Hohenfelder-Concorde, Agro-Adler-Brandenburg und Wiesenhof. Ab 2003 fuhr Gates für die belgische Mannschaft Lotto. 2003 und 2004 nahm er an der Tour de France teil, konnte sie aber beide Male nicht beenden. Nach der Saison 2008 beendete er seine Karriere bei dem ihm gewidmeten Rennen Nick Gates Classic, das er auch gewann. 2010 wurde er Sportlicher Leiter des dänischen Teams Saxo Bank SunGard, das er Ende 2012 verließ.

## Erfolge
1996
- Australischer Straßenmeister
- Commonwealth Bank Cycle Classic